# Wissenschaftslehre nova methodo
Die Wissenschaftslehre nova methodo ist der zweite Systementwurf des Philosophen Johann Gottlieb Fichte. Sie wurde in drei Vorlesungen in den Wintersemestern 1796/97, 1797/98 und 1798/1799 an der Universität Jena präsentiert. 
Der genaue Vorlesungstext und Fichtes Manuskript sind weitgehend verloren. Lediglich Einleitung und Paragraph 1 wurden von Fichte unter dem Namen „Versuch einer neuen Darstellung der Wissenschaftslehre“ veröffentlicht. Als Ganze überliefert ist die Wissenschaftslehre nova methodo jedoch in folgenden Vorlesungsmitschriften:
- eine fragmentarische Nachschrift von Friedrich August Eschen vermutlich aus dem WS 1796/97[1]
- eine aus Halle aus dem Besitz G. M. Meyers stammende Nachschrift vermutlich aus dem WS 1797/98
- eine Nachschrift Karl Christian Friedrich Krauses aus dem WS 1798/99

Inhaltlich knüpft die Wissenschaftslehre nova methodo an Fichtes Grundlage der gesamten Wissenschaftlehre (1794/1795) an, präsentiert jedoch den Gedankengang methodisch reflektierter und bemüht sich um die Beseitigung von Unklarheiten, die an der Grundlage der gesamten Wissenschaftlehre bemängelt wurden.
Abgedruckt ist die Wissenschaftslehre nova methodo in den Bänden IV,2 und IV,3 der Ausgabe der Bayerischen Akademie der Wissenschaften.